# Гиндешти
Гиндешти је град у Флорештком рејону, у Молдавији.